# Distrito de Takaichi
El distrito de Takaichi (高市郡 Takaichi-gun?) es un distrito localizado en la prefectura de Nara, Japón. En julio de 2019 tenía una población estimada de 12.120 habitantes y una densidad de población de 243 personas por km². Su área total es de 49,89 km².

## Localidades
- Asuka
- Takatori